# Ciclismo nos Jogos Olímpicos de Verão da Juventude de 2010 - Contrarrelógio feminino
A prova de contrarrelógio feminino do ciclismo nos Jogos Olímpicos de Verão da Juventude de 2010 foi realizada no dia 22 de agosto na Plataforma Flutuante Marina Bay, em Cingapura. O evento consistiu de uma volta de 3,2 km. Embora não distribuísse medalhas, o evento contou pontos para a competição por equipes. 

## Resultados
A prova começou aproximadamente às 9:00 (UTC+8).
| Pos. | Cód. atleta | Nome                        | País              | Tempo final | Diferença | Pontos |
| ---- | ----------- | --------------------------- | ----------------- | ----------- | --------- | ------ |
| 1    | SUI 1       | Linda Indergand             | SUI Suíça         | 3:18.00     | ±0.00     | 1      |
| 2    | CZE 1       | Karolína Kalašová           | CZE Chéquia       | 3:23.87     | +5.87     | 5      |
| 3    | MEX 1       | Ingrid Drexel               | MEX México        | 3:25.37     | +7.37     | 8      |
| 4    | NZL 1       | Sarah Kate McDonald         | NZL Nova Zelândia | 3:28.24     | +10.24    | 12     |
| 5    | CHI 1       | Laura Munizaga              | CHI Chile         | 3:30.12     | +12.12    | 15     |
| 6    | CYP 1       | Antri Christoforou          | CYP Chipre        | 3:33.10     | +15.10    | 18     |
| 7    | ITA 1       | Alessia Bulleri             | ITA Itália        | 3:33.42     | +15.42    | 21     |
| 8    | KAZ 1       | Rimma Luchshenko            | KAZ Cazaquistão   | 3:35.05     | +17.05    | 24     |
| 9    | LAT 1       | Lija Laizane                | LAT Letônia       | 3:36.31     | +18.31    | 27     |
| 10   | NED 1       | Maartje Hereijgers          | NED Países Baixos | 3:36.37     | +18.37    | 30     |
| 11   | INA 1       | Elga Kharisma Novanda       | INA Indonésia     | 3:36.98     | +18.98    | 32     |
| 12   | BLR 1       | Volha Masiukovich           | BLR Bielorrússia  | 3:37.03     | +19.03    | 34     |
| 13   | ESP 1       | Bianca Martín               | ESP Espanha       | 3:37.11     | +19.11    | 36     |
| 14   | ARG 1       | Verena Brunner              | ARG Argentina     | 3:38.55     | +20.55    | 37     |
| 15   | AUS 1       | Kirsten Dellar              | AUS Austrália     | 3:39.09     | +21.09    | 38     |
| 16   | SLO 1       | Nika Kožar                  | SLO Eslovênia     | 3:39.20     | +21.20    | 39     |
| 17   | COL 1       | Jessica Lergada             | COL Colômbia      | 3:40.80     | +22.80    | 40     |
| 18   | CAN 1       | Kristina Laforge            | CAN Canadá        | 3:41.05     | +23.05    | 40     |
| 19   | RSA 1       | Teagan O'Keeffe             | RSA África do Sul | 3:42.09     | +24.09    | 40     |
| 20   | JPN 1       | Manami Iwade                | JPN Japão         | 3:42.29     | +24.29    | 40     |
| 21   | POR 1       | Magda Martins               | POR Portugal      | 3:43.83     | +25.83    | 40     |
| 22   | THA 1       | Siriluck Warapiang          | THA Tailândia     | 3:44.10     | +26.10    | 40     |
| 23   | ERI 1       | Senait Araya Debesay        | ERI Eritreia      | 3:44.35     | +26.35    | 40     |
| 24   | HUN 1       | Zsófia Kéri                 | HUN Hungria       | 3:46.03     | +28.03    | 40     |
| 25   | SIN 1       | Nur Nasthasia Abdul Nazzeer | SIN Singapura     | 3:51.74     | +33.74    | 40     |
| 26   | DEN 1       | Mette Jepsen                | DEN Dinamarca     | 3:52.13     | +34.13    | 40     |
| 27   | BRA 1       | Mayara Perez                | BRA Brasil        | 3:52.18     | +34.18    | 40     |
| 28   | BEL 1       | Tori van de Perre           | BEL Bélgica       | 3:53.78     | +35.78    | 40     |
| 29   | SRB 1       | Jovana Crnogorac            | SRB Sérvia        | 3:58.54     | +40.54    | 40     |
| 30   | ZIM 1       | Shaylene Brown              | ZIM Zimbabwe      | 4:02.44     | +44.44    | 40     |
| 31   | BOL 1       | Jimena Montecinos           | BOL Bolívia       | 4:17.34     | +59.34    | 40     |
|      | POL 1       | Monika Śur                  | POL Polônia       | Não largou  |           | 40     |